# Melanophylla modestei
Melanophylla modestei är en tvåhjärtbladig växtart som beskrevs av G. E. Schatz, Lowry och A.-e. Wolf. Melanophylla modestei ingår i släktet Melanophylla och familjen Torricelliaceae. Inga underarter finns listade.